# Julianes Sturz in den Dschungel
Julianes Sturz in den Dschungel (englisch: Wings of Hope) ist ein Dokumentarfilm von Werner Herzog aus dem Jahr 1998, der im Jahr 2000 ausgestrahlt wurde. Der Film basiert auf einer wahren Geschichte.

## Inhalt
Werner Herzog kehrt in den südamerikanischen Regenwald von Peru zurück, begleitet von Juliane Koepcke, der einzigen Überlebenden der 92 Insassen des LANSA-Flugs 508 vom 24. Dezember 1971, und ihrem Ehemann Erich.
Sie finden die Überreste des Flugzeugwracks und verfolgen die Reise, die die damals siebzehnjährige Juliane unternommen hatte, um aus dem peruanischen Dschungel herauszukommen. Die junge Frau hatte nach tagelangem Umherwandern durch einen kleinen, unbefahrenen Fluss eine Hütte gefunden, wo sie sehr geschwächt und verletzt schließlich am zwölften Tag von drei indianischen Waldarbeitern entdeckt wurde.
Daneben wird auch die biologische Forschungsstation Panguana besucht, die von Julianes Eltern Maria und Hans-Wilhelm Koepcke im Jahr 1968 gegründet wurde und die das Ziel Julianes und ihrer Mutter Maria war. Juliane feierte am 23. Dezember den Schulabschluss in Lima und wurde von ihrer Mutter begleitet.

## Hintergrund
Werner Herzog, der in Peru in der Vorbereitungsphase für seinen Film Aguirre, der Zorn Gottes war, war an diesem Tag wie Juliane Koepcke am Flughafenschalter der LANSA am Flughafen Lima. An diesem Tag sollten zwei Flüge der LANSA nach Cusco gehen, beide durch dasselbe Flugzeug abgedeckt. Doch wegen Reparaturarbeiten fiel der erste Flug, der von Herzog, aus. Um Plätze auf dem zweiten Flug bemühte er sich vergebens. Die Fluggesellschaft besaß keinen guten Ruf, denn es waren bereits zwei ihrer Flugzeuge abgestürzt, was zu 150 Todesopfern führte. Koepcke bestieg, so schildert sie es im Film, das Flugzeug dann auch mit sehr gemischten Gefühlen.
Sobald er vom Absturz erfuhr und davon, dass er und sein Filmteam nur wenige Flussläufe von der um ihr Leben kämpfenden Juliane Koepcke drehten, beschloss er, einen Film über sie zu drehen – konnte aber zunächst keinen Kontakt zu ihr herstellen, da sie sich lange weigerte, einer Medienberichterstattung zuzustimmen. Erst viele Jahre später konnte er sie davon überzeugen, diesen Film zu drehen, jedoch unter ihrem Mädchennamen, um ihre jetzige Privatsphäre zu schützen.
Juliane Koepckes Träume, wie sie im Film beschrieben und dokumentarisch behandelt werden, wurden von Herzog erfunden und geschrieben, was eine Konstante in den Dokumentationen des Regisseurs ist. Sein Werk wird oft mit Erfindungen oder Inszenierungen verschönert.
Der internationale wie auch englische Titel Wings of Hope geht zurück auf die Inschrift Alas de Esperanza  („Schwingen der Hoffnung“) an einem Gips-Denkmal für die Opfer des Fluges in der peruanischen Stadt Pucallpa zurück.